# 충청남도교육청해양수련원
충청남도교육청해양수련원(忠淸南道敎育廳海洋修鍊院)은 지방교육자치에 관한 법률 제32조에 따라 학생들의 해양수련 활동 및 교직원의 복지증진과 심신수양을 위한 휴식공간을 제공하기 위하여 충청남도교육청 산하에 설치된 소속기관이다.
2019년 3월 1일자로 본 기관의 명칭은 충청남도학생임해수련원에서 충청남도교육청해양수련원으로 변경되었다.

## 연혁
- 1990. 12. 21 충청남도임해수련원 기관 설치 승인
- 1993. 10. 09 충청남도임해수련원 설치 및 사용에 관한 조례 공포
- 1994. 05. 24 충청남도 임해수련원 개원
- 1994. 07. 25 별관 수련시설 흡수 운영(재산관리관 변경)
- 2006. 04. 01 기관명 변경(충청남도학생임해수련원)
- 2018. 04. 17 충청남도학생임해수련원 별관 개관
- 2019. 03. 01 기관명 변경(충청남도교육청해양수련원)